# Dekpuntstelling van Kakutani
Dit overzicht is mogelijk incompleet; u kunt helpen door het uit te breiden.
In de wiskundige analyse, een deelgebied van de wiskunde is de dekpuntsstelling van Kakutani een dekpuntstelling voor verzameling-waardige functies. De stelling geeft voldoende voorwaarden opdat een verzameling-waardige functie die is gedefinieerd op een convexe, compacte deelverzameling van een Euclidische ruimte een dekpunt heeft, dat wil zeggen een punt dat wordt afgebeeld op een verzameling, waarin dit punt voorkomt.